# Non c'è rosa senza spine
Non c'è rosa senza spine è un proverbio italiano.

## Significato
Ogni cosa gradevole, rappresentata dalla metafora della rosa, ha qualche aspetto spiacevole, simboleggiato dalle spine.

## Origini
In senso lato questo proverbio sembra ricondursi alle generali leggi dell'equilibrio, per le quali ogni cosa deve avere degli aspetti che ne limitano il successo: in caso contrario la sua diffusione non avrebbe limiti. Una specie animale che non avesse nemici naturali o fattori che ne limitano la diffusione si diffonderebbe senza freni ed occuperebbe tutto il mondo. Se esistesse una cosa sempre piacevole e che non avesse alcun genere di controindicazioni, l'umanità non farebbe altro che dedicarvisi e si ridurrebbe ad uno stato di abiezione. In questo senso va anche l'aforisma di Alexander Woollcott, “ogni cosa piacevole è immorale, illegale o fa ingrassare”.

## Nella cultura di massa
Tale proverbio è stato anche ispirazione per una omonima opera teatrale di Ippolito D'Aste, messa in scena per la prima volta al Teatro Paganini di Genova dalla compagnia Sadowksy diretta dal cavaliere Luigi Monti, il 18 aprile 1874.